# Der dritte Wunsch
Der dritte Wunsch ist „Ein Zauberstück mit Musik in acht Bildern“ – so die originale Bezeichnung – von Nico Dostal, das der Operette nahesteht. Das Libretto verfasste Hans Adler. Es basiert auf Motiven des Grimm’schen Märchens Vom Fischer und seiner Frau. Das Werk erlebte seine Uraufführung am 20. Februar 1954 am Opernhaus Nürnberg.

## Orchester
Das Orchester besteht aus zwei Flöten, einer Oboe, zwei Klarinetten, einem Fagott, zwei Hörnern, zwei Trompeten, zwei Posaunen, einer Harfe, einem Klavier, einem großen Schlagwerk und Streichern.

## Bühnenbilder
Bild 1: Vor Camillos Fischerhütte, Bild 2: Straße mit Markt, Bild 3: Amtsstube des Bürgermeisters, Bild 4: Straße mit Markt, Bild 5: Sitzungssaal im Rathaus, Bild 6: Im Schloss des Landgrafen, Bild 7: Nächtliche Landschaft, Bild 8: Vor Camillos Fischerhütte

## Handlung
Die Operette spielt in einem Marktflecken an einem See in einer kleinen reichsunmittelbaren Grafschaft gegen Ende des 18. Jahrhunderts.
Das Schicksal hat den Fischer Camillo nicht gerade mit Glück gesegnet. Wenn nach des Tages Mühen seine Netze mal einen Fang enthalten, dann besteht er nur aus kleinen Fischen. Wen wundert es da, dass er und seine Frau Melinde nur ein karges Leben fristen. Melinde flüchtet sich oft in eine Traumwelt. Liebend gerne sähe sie sich als edle Dame in reichen Kreisen verkehren, aber das liebe Geld reicht halt hinten und vorne nicht. Zudem ist sie bei der Kaufmannswitwe Brigitte hoch verschuldet. Als diese ihr Geld einfordern will, gerät die Arme in  Bedrängnis. In ihrer Not bändelt sie mit dem schmierigen Junker Flox an und versucht, etwas Geld aus ihm herauszulocken. Wie sie ihn gerade heftig zu umgarnen versucht, wird sie in flagranti von ihrem Gatten ertappt. Er macht ihr aber kaum Vorwürfe, sondern berichtet ganz aufgeregt, dass ihm etwas Wundersames widerfahren sei: In seinen Netzen habe sich eine Nixe verfangen. Auf seine Erklärung hin, er schenke ihr die Freiheit, habe sie ihm einen Ring gegeben und versprochen, ihm würden drei Wünsche erfüllt, sobald er ihn an seinem Finger drehe und dabei laut den Wunsch äußere. 
Camillo erhält Besuch von hoher Stelle, aber nicht, um ihm eine Ehre zu erweisen, sondern um die Forderung der Händlerin Brigitte einzutreiben. Der gute Mann ist so verzweifelt, dass er wie in Trance seinen Ring dreht und laut ruft, er wolle Bürgermeister sein. Kaum hat er den Wunsch geäußert, geht er auch schon in Erfüllung. Camillo ist der neue Bürgermeister des Dorfes! Leider fehlt ihm jedoch die Gabe, sein Amt auch richtig auszufüllen. Die Bürger merken bald, dass ihr neuer Rathauschef eine Niete ist. Als ihn dann die Tochter des abgesetzten Bürgermeisters bezichtigt, der Vater ihres nichtehelichen Kindes zu sein, hält es Camillo nicht länger in seinem Amt. Erneut dreht er den Ring und wünscht sich, Landgraf zu werden. Auch diese Bitte wird sogleich erfüllt!
War Camillo schon nicht in der Lage, als Bürgermeister die Geschicke des Dorfes zu meistern, wie soll er dann ein noch höheres Amt ausfüllen können? Nein, es wächst ihm alles über den Kopf! Sein Salär ist rasch verbraucht. Die adligen „Freunde“ lassen ihn im Stich. Zwar sagt das Sprichwort, wenn die Not am höchsten, sei die Rettung am nächsten; doch für Camillo trifft dies nicht zu! Ein Schicksalsschlag jagt den anderen. Zu allem Überfluss befiehlt ihm jetzt auch noch der Kaiser, mit ihm in den Krieg zu ziehen. Das hat gerade noch gefehlt! Von diesem Handwerk versteht er schließlich überhaupt nichts. Aber er hat ja noch einen dritten Wunsch frei. Schon beginnt er wieder, den Ring zu drehen, als seine Gattin ihn anbrüllt, er solle nur nicht auf die Idee kommen, jetzt Kaiser zu werden. Lieber wolle sie zurück in die armselige Fischerhütte.
Auch der dritte Wunsch ist erfüllt worden. Camillo wandert am Ufer des Sees entlang und findet die Nixe, von der er einst den Zauberring erhielt. Er gibt ihn zurück und bedankt sich bei ihr. Als er mit seinem Boot wieder auf den See hinausfährt und seine Netze auswirft, wird er mit einem reichen Fang belohnt. So hat der dritte Wunsch dem Ehepaar doch noch zum Glück verholfen.